# Johnnie & Jack
Johnnie & Jack fue un dúo de música country compuesto por Johnnie Wright (1914–2011) y Jack Anglin (1916–1963). El dúo se dio a conocer en el programa radiofónico Grand Ole Opry en los años 40.  Entre 1951 y 1962, publicaron numerosos sencillos para la discográfica RCA Victor Records, incluyendo "Goodnite, Sweetheart, Goodnite" que se posicionó en el número 4 de las listas de ventas y "(Oh Baby Mine) I Get So Lonely" que alcanzó el primer puesto.
Tras la trágica muerte de Anglin en un accidente de tráfico en 1963, Wright continuó su carrera en solitario, alcanzando el éxito en 1965 con el sencillo "Hello Vietnam".

## Discografía

### Álbumes
| Año  | Álbum                       | Sello      |
| ---- | --------------------------- | ---------- |
| 1957 | The Tennessee Mountain Boys | RCA Victor |
| 1959 | Hits by Johnnie & Jack      | RCA Victor |
| 1962 | Smiles and Tears            | Decca      |

### Sencillos
| Año  | Sencillo                               | Posicionamiento en listas |
| Año  | Sencillo                               | US Country                |
| ---- | -------------------------------------- | ------------------------- |
| 1951 | "Poison Love"                          | 4                         |
| 1951 | "Cryin' Heart Blues"                   | 5                         |
| 1952 | "Three Ways of Knowing"                | 7                         |
| 1954 | "(Oh Baby Mine) I Get So Lonely"       | 1                         |
| 1954 | "Goodnight, Sweetheart, Goodnight"     | 4                         |
| 1954 | "Honey, I Need You"                    | 15                        |
| 1954 | "Beware of 'It'"                       | 9                         |
| 1954 | "Kiss-Crazy Baby"                      | 7                         |
| 1955 | "No One Dear but You"                  | 14                        |
| 1955 | "S.O.S."                               | 15                        |
| 1956 | "I Want to Be Loved" (with Ruby Wells) | 13                        |
| 1958 | "Stop the World (And Let Me Off)"      | 7                         |
| 1958 | "Lonely Island Pearl"                  | 18                        |
| 1959 | "Sailor Man"                           | 16                        |
| 1962 | "Slow Poison"                          | 17                        |